# Operculum

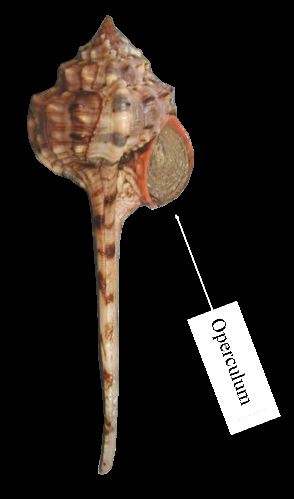
Das Operculum der Stachelschnecke Haustellum haustellum

Ein Operculum (lateinisch für „Deckelchen“, Mehrzahl: Opercula) ist ein horniger oder kalkiger Deckel, den die Schnecken aus der Gruppe der Vorderkiemer an der Oberseite ihres Fußes tragen. Damit wird die Mündung des Gehäuses verschlossen, wenn das Tier sich zur Ruhe (etwa beim Austrocknen des Gewässers) oder bei Gefahr darin zurückgezogen hat. Die größten und bekanntesten Vorderkiemer der europäischen Binnengewässer, die Sumpfdeckelschnecken (Viviparidae), tragen diesen Deckel sogar im deutschen Namen. Ebenso die landlebenden Landdeckelschnecken (Pomatiidae), zu denen die einheimische Schöne Landdeckelschnecke (Pomatias elegans) gehört.
Das Operculum ist nicht mit dem festsitzenden Epiphragma zu verwechseln, mit dem manche Lungenschnecken ihr Gehäuse verschließen, und auch nicht mit dem Clausilium, das die Lungenschnecken-Familie der Schließmundschnecken (Clausiliidae) kennzeichnet.
Das Operculum weist konzentrische Strukturen auf und besitzt einen Kern nahe dem der Mündungswand des Gehäuses (dicht beim Nabel) zugewandten Rand. Es gibt zwei Typen von Opercula:
- Der erste Typ besteht aus hornigem Material verschiedener Dicke. Die Substanz ist biegsam und einschichtig, und das Operculum ist mehr oder weniger kreisrund.
- Der zweite Typ (auch als „Verschlussstein“ bezeichnet) hat eine mehrschichtige Struktur, mit horniger Basis und kalkiger Deckschicht, welche manchmal mit spiraligen Strukturen und Rillen skulpturiert ist. 
Bei diesem Kalk handelt es sich um eine mit besonderer Struktur auskristallisierte Form von Aragonit. Ebenso wie bei echten Perlen ist dies ein Kalziumkarbonat (CaCO3), das einen Härtegrad von 4 bis 4,5 nach der Mohsschen Skala aufweist. Nach dem Ableben löst sich das Operculum vom Schneckenhaus und kann am Strand und im Flachwasser gefunden werden.

## Verwendung
Der Gebrauch von Schneckenschalendeckeln lässt sich von der Steinzeit beginnend bis in die Gegenwart nachweisen. Die Opercula tauchen in verschiedenen Kulturen in einem unterschiedlichen Kontext auf. In den diversen Namensgebung zeigen sich die mystischen Zuschreibungen: Meernabel, Meeresauge, Naxosauge, Oeil de Sainte Lucie, Shiva-Auge, Venusnabel.

### Schmuck- und Sammlungsobjekt
Die fast halbkugeligen, farbigen Opercula der Turbanschnecken (Turbinidae) sind ein beliebtes Sammlerobjekt und werden auch zu Schmuck verarbeitet.
Alle weisen auf der flachen, weißen Unterseite (der eingezogenen Schnecke nach innen gewandten Seite) einen typischen spiralförmigen Wachstumsverlauf auf, gelegentlich haften frischen Fundstücken noch bräunliche Reste der Hornschicht an. Die Farbgebung und -qualität der nach außen zeigenden Wölbung des eigentlich weißen Aragonits wird durch Pigmente von Algenteilchen bei der Nahrungsaufnahme insbesondere beim Ausbleiben / Zunahme, vor allem aber beim Wechseln (orts-, saison- und von anderen umweltbedingten Faktoren abhängig) von Algentypen (insbesondere bei der Katzenaugenschnecke) bestimmt.

#### Einige Schneckenarten

Operkulum des Tritonshorns (Charonia tritonis) im Größenvergleich mit Verschlussstein des Turbo radiatus auf der gleichen Seite.

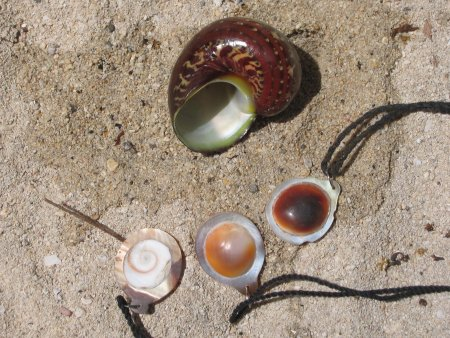
Gerippte Turbanschnecke (Turbo petholatus) mit verschiedenen Opercula (Vorder- und Rückseite)

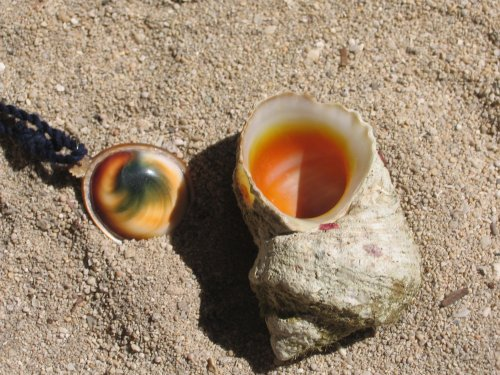
Katzenaugenschnecke (Turbo radiatus) mit Operculum

Bei der Gerippten Turbanschnecke Turbo petholatus (bis 6 cm hoch) ist der fast halbkugelige Verschlussstein im äußeren Bereich meist weiß bis hellbraun und vertieft den Farbton zum Zentrum, manchmal bis hin zu braun-schwarz. Durchmesser der Funde ca. 2,6 cm der großen Halbachse.
Die seltenere Katzenaugenschnecke Turbo radiatus (bis 8 cm hoch) liefert dagegen ein häufig ovales Operkulum, das im Zentrum oft einen leicht spiralig, strahligen Farbverlauf zeigt, oft tief dunkel blaugrün gefärbt ist, und deswegen als „Katzenauge“, seltener „Tigerauge“, firmiert. Durchmesser der Funde ca. 3,0 cm der großen Halbachse.
Das Operculum des Tritonshorns Charonia tritonis ist an Ober- und Unterseite blendend weiß bis beige. Mit dem maximalen Durchmesser in der größten Halbachse des Fundes von 10 cm gehört es in die Schwergewichtsklasse und ist aus diesen Gründen für die Schmuckanfertigung uninteressant.

#### Schmuckindustrie und Sammler
In einigen Gegenden der Erde sind die Opercula unter Handelsbezeichnungen in der Schmuckindustrie bekannt. An Küstenabschnitten Papuas und auf entlegenen Inseln der Südsee mit nativen Stämmen gelten bis heute besonders schöne Exemplare auch als (inzwischen immer selteneres) rituelles im Schmuck eingearbeitetes Symbol und gesellschaftliches Statusobjekt. Besondere Steine sind hier (ebenfalls nachlassend) auch als geldähnliche Werte bzw. Anlagen im Umlauf oder dienen der zwischenmenschlichen Werbung in Form von Schmucksteinen.
Fundstücke sind in der Regel durch Risse und kleine Bohrlöcher (wahrscheinlich Spiralröhrenwürmer) beschädigt. Die unversehrten und besonders großen Opercula bleiben in der Regel einheimischen Sammlern (die zugehörigen Schnecken sind beliebte Meeresfrüchte), Schnorchlern und Tauchern vorbehalten. Einen besonderen Sammlerwert stellen Steine dar, deren Spirale links herumverläuft, also eine andere „Händigkeit“ aufweist (siehe auch durchaus verwandte Erklärung zur chemischen Chiralität); das Verhältnis beträgt z. B. bei dem Gehäuse der Weinbergschnecke 1:20.000. Durch die unregelmäßige Nahrungsaufnahme oder Änderung der Algenart weisen einige Operculae begehrte, ungewöhnliche Farbverläufe auf. Der Verschlussdeckel wird in einigen touristischen Gebieten zu Schmucksteinen für Ohr-, Fingerringe und Halsketten in Form für die Fassung geschliffen, höchstens leicht poliert, seltener lackiert verarbeitet.

### Räucherwerk
Opercula bestimmter Schnecken, speziell Arten aus dem Roten Meer (besonders Strombus tricornis und Lambis truncata sebae), werden von Alters her als Räucherwerk verwendet, nach jüdischer wie auch christlicher und muslimischer Tradition. Es wird vermutet, dass es sich bei dem im 2. Buch Mose beschriebenen Räucherwerk Onycha um Opercula dieser Meerschnecken handelte.
Pulverisierte Opercula sind auch ein wichtiger Bestandteil ostasiatischen Räucherwerks, in China als bèixiāng (貝香, wörtlich „Muschelduft“) und in Japan als kaikō (甲香, wörtlich „Schalen-“ oder „Panzerduft“) bezeichnet. Traditionell werden die Opercula mit Essig, Alkohol und Wasser behandelt, um eventuellen Fischgeruch zu entfernen, und dann gemahlen und als Duftfixativ ähnlich wie in Parfüms verwendet.
Allein verbrannt, soll hochwertiges Operculumpulver wie Bibergeil oder bestimmte tierische Moschusarten riechen, minderwertiges dagegen wie verbrannte Haare.